# Dubautia reticulata
Dubautia reticulata (tên tiếng Anh là Net-veined Dubautia) là một loài thực vật có hoa thuộc họ Asteraceae that is đặc hữu của hòn đảo Maui ở Hawaii. Chúng hiện đang bị đe dọa vì mất môi trường sống.